# Jean-François Charles
Jean-François Charles (Pont-à-Celles, 19 oktober 1952) is een Belgische stripauteur.

## Carrière
Charles begon zijn carrière met het publiceren van karikaturen onder het pseudoniem BOF in La Libre Belgique, La Nouvelle Gazette en L'Alliance Agricole. In de periode 1967-1969 studeerde hij aan Koninklijke Academie voor Schone Kunsten van Brussel. Zijn eerste strip was Les Chevaliers du Pavé op scenario van Jean-Marie Brouyère en Thierry Martens, die in Spirou werd gepubliceerd in 1976-1977. Hij maakte ook illustraties voor de jeugdbladen Dauphin en Tremplin uitgegeven door Averbode.
In 1976 begon Charles met zijn eerste realistisch getekende strip. Op verzoek van Michel Deligne maakte hij enige strips samen met scenarist Jan Bucquoy, waaronder Le Bal du Rat Mort (1978).
Na een reis door Amerika en Canada bedachten Charles en zijn vrouw Maryse de stripreeks De pioniers van de Nieuwe Wereld, die vanaf 1982 werd uitgegeven. In 1988 maakten ze samen met de inkleurder Christian Crickx het verhaal Sagamore Pilgrimmage, dat later de titel Les grands bâtisseurs du Sagamore kreeg. In 1994 ging hij scenario's schrijven voor zijn pioniers-reeks, maar liet het tekenwerk over aan Ersel. Van 1991 tot 1998 tekende Charles de detectiveserie Fox op scenario van Jean Dufaux. In 1999 maakte Charles schilderijen naar aanleiding van reizen naar Egypte en India. In 2004 verzorgde Charles de illustraties voor een aantal romans in een spin-off van Alex geschreven door Alain De Kuyssche. Vanaf 2002 maakte hij samen met zijn vrouw onder meer de stripreeks India dreams en in 2007-2009 War and dreams. Ook verzorgden ze scenario's voor andere tekenaars, zoals voor de reeks Les Mystères d'Osiris, die door Benoît Roels getekend werd.

## Waardering
Het werk van Charles werd meermalen bekroond. In 1981 kreeg hij voor zijn album Le Bal du rat mort de Prix Saint-Michel in de categorie Meilleur dessin réaliste en idem in 2002 voor het eerste deel van India dreams. In 2012 ontving hij de Grand Prix de Saint-Michel voor zijn hele oeuvre.